# 在流放地
《在流放地》（德語：In der Strafkolonie）是奥地利作家弗朗茨·卡夫卡创作的短篇小说，作品于1918年11月修订，并于1919年10月首次出版。

## 情節
旅行家赴流放地參觀軍官操作死刑機器的執行狀況。現場除他們外，只有犯人及押解的小兵，只四個人。軍官詳盡的向旅行家講解機器的動作原理，自己如何專斷的判決，及過去的行刑場面多麼盛大。並對之引以為榮。對情況有些不以為然的旅行家決心不介入其間，但軍官要求旅行家向新任司令及其他高層說項，避免這特異的行刑法因經費不足及不孚眾望而遭中止。在明確知道旅行家對此既無心又無力後，軍官轉而釋放犯人，自己進入機器，由自行起動的機器處死。而缺乏維護的機器在執行中途故障，將被處死的軍官釘在上頭。